# René Kramer (Eishockeyspieler)
René Kramer (* 24. Oktober 1987 in Berlin) ist ein deutscher Eishockeyspieler, der zuletzt bei den Dresdner Eislöwen in der DEL2 unter Vertrag stand.

## Karriere
Kramer begann seine Karriere bei den Eisbären Berlin, wo er große Teile der Nachwuchsabteilung durchlief. Zur Spielzeit 2004/05 wurde er erstmals in den Profikader der Eisbären einberufen, spielte aber dennoch überwiegend für das Nachwuchsteam Eisbären Juniors Berlin in der Oberliga. In seiner ersten Saison in der DEL kam der damals 18-Jährige auf drei Einsätze. Im Jahr 2007 wurde Kramer mit einer Förderlizenz ausgestattet und spielte daraufhin in die 2. Bundesliga für die Kassel Huskies auf Abruf. In den 26 Spielen, die er absolvierte, erzielte der gebürtige Berliner 15 Scorerpunkte und hatte somit maßgeblichen Anteil am Aufstieg. Jedoch konnte er das entscheidende Spiel nicht bestreiten, da er sich einige Tage vorher beim Playoff-Finalspiel in der DEL im Team der Eisbären Berlin verletzte. Er war dennoch anwesend, um die Doppelmeisterschaft DEL / ESBG zu feiern. Zur Saison 2008/09 stand René Kramer wieder im Aufgebot der Eisbären Berlin.
Für die Saison 2009/10 unterschrieb Kramer einen Jahresvertrag bei den Kassel Huskies. Im November 2009 wurde er mit einer Förderlizenz für die Dresdner Eislöwen ausgestattet, um Spielpraxis zu sammeln.
Nach der Pleite der Kassel Huskies, blieb Kramer längere Zeit vereinslos, bis sich der Münchner Verteidiger Daniel Hilpert verletzte. Daraufhin reagierte der EHC München und verpflichtete Kramer.
Zur Saison 2011/2012 wurde er von den DEG Metro Stars unter Vertrag genommen. Nach einem Jahr in Düsseldorf wechselte Kramer zum Ligakonkurrenten Straubing Tigers. Er erhielt dort zunächst einen Einjahresvertrag, der im April 2013 und März 2014 jeweils um ein Jahr verlängert wurde.
Im Mai 2015 wurde Kramer von den Dresdner Eislöwen aus der DEL2 verpflichtet. Zwischen Januar 2017 und Oktober 2018 agierte Kramer bei den Eislöwen als Mannschaftskapitän und absolvierte für diese über 300 DEL2-Partien. Im April 2021 erhielt er keinen neuen Vertrag mehr von den Eislöwen.

### International
Sein erstes Turnier für eine Auswahlmannschaft des DEB spielte Kramer 2005 bei der Junioren-Weltmeisterschaft. Dort konnte er in sechs Spielen ein Tor erzielen. Ein Jahr später wurde er erneut für die Junioren-Nationalmannschaft nominiert, mit der er an der Junioren-Weltmeisterschaft 2006 in Slowenien teilnahm und mithalf das Ziel, den Aufstieg in die A-Gruppe, zu realisieren.

## Karrierestatistik
(Legende zur Spielerstatistik: Sp oder GP = absolvierte Spiele; T oder G = erzielte Tore; V oder A = erzielte Assists; Pkt oder Pts = erzielte Scorerpunkte; SM oder PIM = erhaltene Strafminuten; +/− = Plus/Minus-Bilanz; PP = erzielte Überzahltore; SH = erzielte Unterzahltore; GW = erzielte Siegtore; 1 Play-downs/Relegation; Kursiv: Statistik nicht vollständig)